# Marco Valerio Messalla Appiano
Marco Valerio Messalla Barbato Appiano (fl. I secolo a.C.) è stato un politico romano, console nel 12 a.C.

## Biografia

### Origini familiari
Generalmente si crede che fosse figlio di Appio Claudio Pulcro  (console nel 38 a.C.) e di sua moglie, di cui non si conosce il nome. Egli fu poi adottato da un Marco Valerio Messalla - forse Marco Valerio Messalla Rufo (console nel 53 a.C.) o più probabilmente suo figlio Marco Valerio Messalla (console suffetto nel 32 a.C.) - assumendo quindi il nome di Marco Valerio Messalla Appiano.

### Matrimonio e figli
Appiano sposò Claudia Marcella minore, figlia di Ottavia Minore e del suo primo marito Gaio Claudio Marcello Minore. Ebbero due figli:
- Marco Valerio Messalla Barbato, padre di Valeria Messalina, terza moglie dell'imperatore Claudio;
- Claudia Pulcra, ultima moglie di Publio Quintilio Varo

### Carriera politica
Non si conosce nulla della sua carriera politica, se non che ricoprì il consolato nel 12 a.C.